# Neolamprologus cylindricus
Neolamprologus cylindricus ist ein Buntbarsch der aus dem ostafrikanischen Tanganjikasee stammt. Er wird im Handel auch als „Lamprologus Adriani“ oder „Lamprologus cylindricus“ bezeichnet.

## Verbreitung und Lebensraum
N. cylindricus kommt im südöstlichen Teil des Tanganjikasees vor und lebt ausschließlich im Felslitoral, meist in Tiefen von 2 bis 10 Metern. Sie entfernen sich selten mehr als ein paar Zentimeter vom Untergrund. 

## Merkmale
Die maximale Gesamtlänge von N. cylindricus beträgt 10,4 cm. Geschlechtsunterschiede sind nicht sehr stark ausgeprägt, die Männchen werden etwas größer als die Weibchen und haben kräftigere Flossen. Es gibt eine Farbvariante, bei der die Männchen eine gelbe Färbung auf der Schnauze haben. Die Breite der hellen und dunklen Streifen variiert stark, es gibt auch lokale Farbvarianten mit sehr dünnen hellen Streifen.

## Verhalten
Die Nahrung besteht aus Wirbellosen die von der Oberfläche des Bodengrundes abgesammelt werden sowie kleinen Jungfischen. Sie sind sehr territoriale Fische und verteidigen ihr Revier sehr aggressiv, besonders wenn sie Junge haben.

## Vermehrung
N. cylindricus sind Höhlenbrüter die paarweise zusammen leben. Beide Partner verteidigen das Revier, die Brutpflege wird aber hauptsächlich vom Weibchen betrieben. Die Eier werden in einer Höhle oder Felsspalte gelegt.

## Haltung im Aquarium
Ein Artaquarium für ein einzelnes Pärchen sollte ein Kantenlänge von wenigstens 60 cm haben. Da N. cylindricus ein Höhlenbrüter ist, sollten ausreichend Versteckmöglichkeiten in Form von Höhlen oder Felsspalten vorhanden sein. Pflanzen werden nicht geschädigt, in einem ausreichend großen Aquarium können sie mit weiteren Tanganjikabarschen vergesellschaftet werden.